# Phragmatobia antero-fulvescens
Phragmatobia antero-fulvescens là một loài bướm đêm thuộc phân họ Arctiinae, họ Erebidae.